# Putišići
Putišići falu Horvátországban Split-Dalmácia megyében. Közigazgatásilag Omišhoz tartozik. 

## Fekvése
Splittől légvonalban 21, közúton 41 km-re keletre, községközpontjától légvonalban 7, közúton 36 km-re északra, Poljica északi részén, a Mosor-hegység északi lejtői alatt fekszik. 

## Története
A település a középkorban része volt a 13. században alapított, úgynevezett Poljicai Köztársaságnak, mely tulajdonképpen egy jelentős autonómiával rendelkező kenézség volt. Poljica kezdetben a horvát-magyar királyok, majd 1444-től a Velencei Köztársaság uralma alá tartozott. Velence nagyfokú autonómiát biztosított a poljicai települések számára. Jogi berendezkedését az 1490-ben kibocsátott Poljicai Statutum határozta meg, mely egyúttal rögzítette határait is. A 16. század első felében került török uralom alá, ahol Poljica szintén bizonyos fokú önállóságot élvezett. A moreai háború idején szabadult fel a török uralom alól, melyet 1699-ben a karlócai béke szentesített, de Poljica autonómiájának valamely szintjét végig megőrizte. Poljica önállóságát 1807-ben a bevonuló napóleoni francia csapatok szüntették meg. Napóleon lipcsei veresége után 1813-ban a Habsburgoké lett.
Putišići első írásos említése a 15. századból származik és egészen 1848-ig önálló plébániája volt. Ekkor azonban a srijane-gornji dolaci plébániához csatolták, később pedig a donji dolaci plébánosok látták el az egyházi szolgálatot. 1857-ben 91, 1910-ben 108 lakosa volt. 1918-ban az új szerb-horvát-szlovén állam, majd később Jugoszlávia része lett. A háború után a szocialista Jugoszláviához került. 1991 óta a független Horvátországhoz tartozik. 2011-ben a településnek 46 lakosa volt, akik a donji dolaci plébániához tartoztak.

## Lakosság
| Lakosság változása | Lakosság változása | Lakosság változása | Lakosság változása | Lakosság változása | Lakosság változása | Lakosság változása | Lakosság változása | Lakosság változása | Lakosság változása | Lakosság változása | Lakosság változása | Lakosság változása | Lakosság változása | Lakosság változása | Lakosság változása |
| ------------------ | ------------------ | ------------------ | ------------------ | ------------------ | ------------------ | ------------------ | ------------------ | ------------------ | ------------------ | ------------------ | ------------------ | ------------------ | ------------------ | ------------------ | ------------------ |
| 1857               | 1869               | 1880               | 1890               | 1900               | 1910               | 1921               | 1931               | 1948               | 1953               | 1961               | 1971               | 1981               | 1991               | 2001               | 2011               |
| 91                 | 0                  | 147                | 104                | 108                | 108                | 184                | 185                | 153                | 167                | 155                | 132                | 120                | 69                 | 56                 | 46                 |

(1869-ben lakosságát Donji Dolachoz számították.)

## Nevezetességei
A Mindenszentek templom a Donji Dolacról Srijane felé vezető út mellett található. A 17. század végén építették és 1702-ben szentelték fel a szent lelkek tiszteletére. Ma formáját 1796-ban nyerte el, amikor négyszögletes apszist és hajót építettek hozzá. Már a következő évben felépítették a homlokzat fölött álló, három harang számára kialakított harangtornyot. Az apszisban áll a márvány főoltár a Mindenszenteket ábrázoló oltárképpel. Az oltár márvány félköríves falazattal kapcsolódik az oldalfalakhoz, melyeken Jézus és Mária szíve képei láthatók. Az oltár előtt 1977-ben alakították ki az új liturgikus teret a szembemiséző oltárral, az ambóval és a keresztelőmedencével. A hajóban álló mellékoltár a Gyógyító boldogasszony tiszteletére van szentelve rajta Szűz Mária szobrával.